# Rebelia nocturnella
Rebelia nocturnella är en fjärilsart som beskrevs av Alphéraky 1876. Rebelia nocturnella ingår i släktet Rebelia och familjen säckspinnare. Inga underarter finns listade.